# Папуга-горобець гвіанський
Папуга-горобець гвіанський (Forpus passerinus) — птах родини папугових.

## Зовнішній вигляд
Довжина тіла 12–13 см, хвоста 4 см; вага 30 г. Забарвлення оперення трав'янисто-зелене, спина в нижній частині й надхвістя блакитні, тому їх ще іноді називають блакитнохвостими. Нижні криючі пір'я крила темно-синє. Крильце й другорядне махове пір'я ультрамариново-сині. Кінці махового пір'я досягають кінця хвоста. Хвіст у них короткий, заокругленої форми. Нижня частина тіла більше світла. У самців, на відміну від самок, на внутрішній стороні крила є блакитне пір'я, у самок забарвлення оперення світло-зелене.

## Розповсюдження
Зустрічаються у Гаяні, Суринамі, Колумбії, Венесуелі, Болівії, Парагваї й на півночі Бразилії.

## Спосіб життя
Населяють мангрові ліси, різні чагарники, вторинні низькорослі ліси, узлісся й вирубки. Тяжіють до рік і морському узбережжю. Крім рослинних кормів у їхній раціон входять комахи і їх личинки, павуки, багатоніжки й молюски.

## Розмноження
Гніздяться в дуплах і порожнечах пнів, у нішах деформованих суків і стовбурів, а також у термітниках. У кладці від 3 до 6 яєць, які насиджує самка протягом 19–21 дня. Самець годує самку й багато часу проводить у гнізді, однак участі в насиждуванії не бере. Яйця відкладаються з інтервалом 1–2 дня, пташенята лупляться в різний час.

## Утримання
Пташенят цих папужок місцеві мешканці забирають із гнізд і утримують у будинку. Вони добре приживаються, стають довірливими й досить цікавими. Дорослі папуги гірше пристосовуються до домашнього утримування.

## Класифікація
Вид містить у собі 5 підвидів:
- Forpus passerinus cyanochlorus (Schlegel, 1864)
- Forpus passerinus cyanophanes (Todd, 1915)
- Forpus passerinus deliciosus (Ridgway, 1888)
- Forpus passerinus passerinus (Linnaeus, 1758)
- Forpus passerinus viridissimus (Lafresnaye, 1848)